# Sigara striata
Sigara striata är en insektsart som först beskrevs av Carl von Linné 1758.  Sigara striata ingår i släktet Sigara och familjen buksimmare. Arten är reproducerande i Sverige. Inga underarter finns listade i Catalogue of Life.

## Bildgalleri

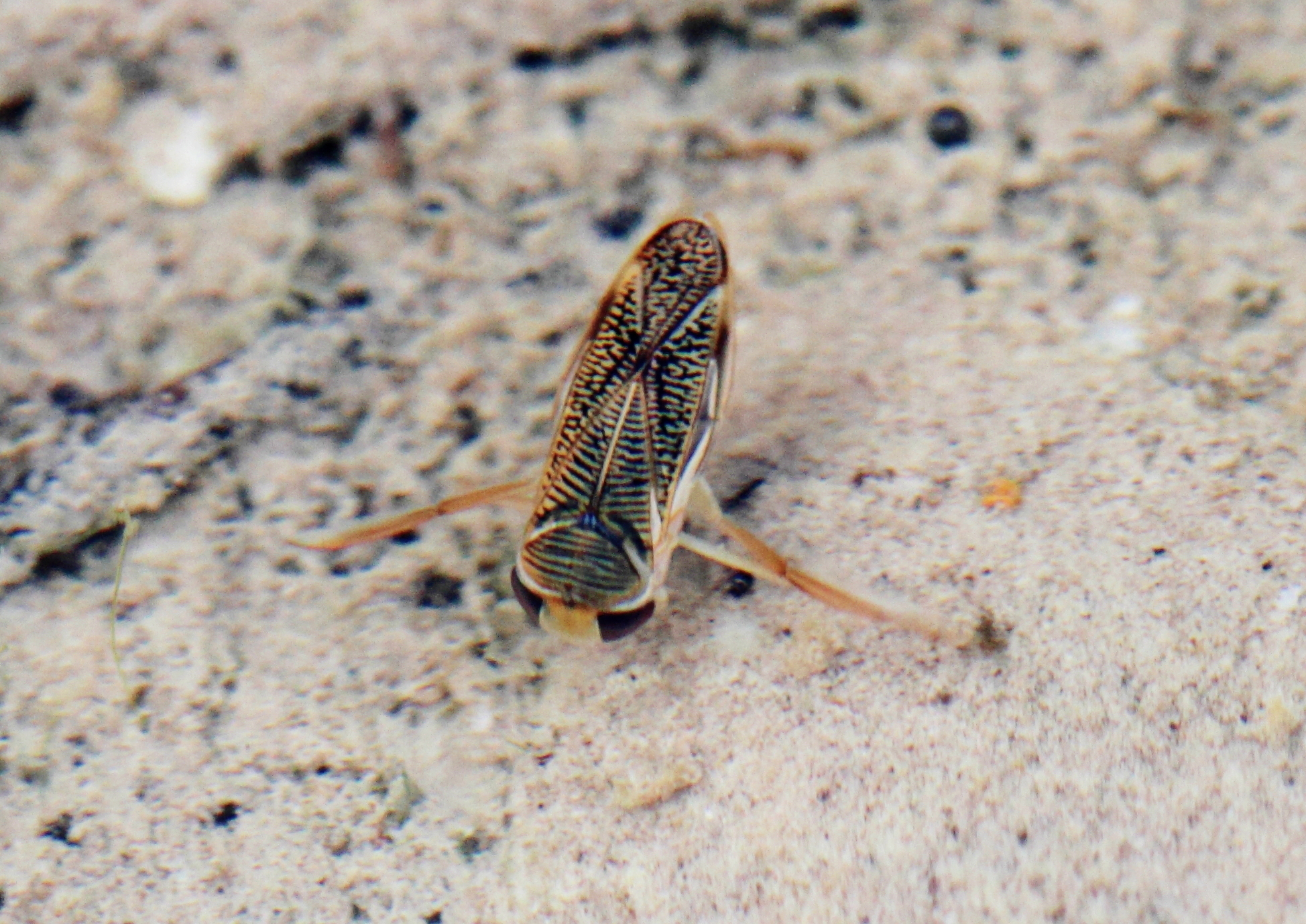
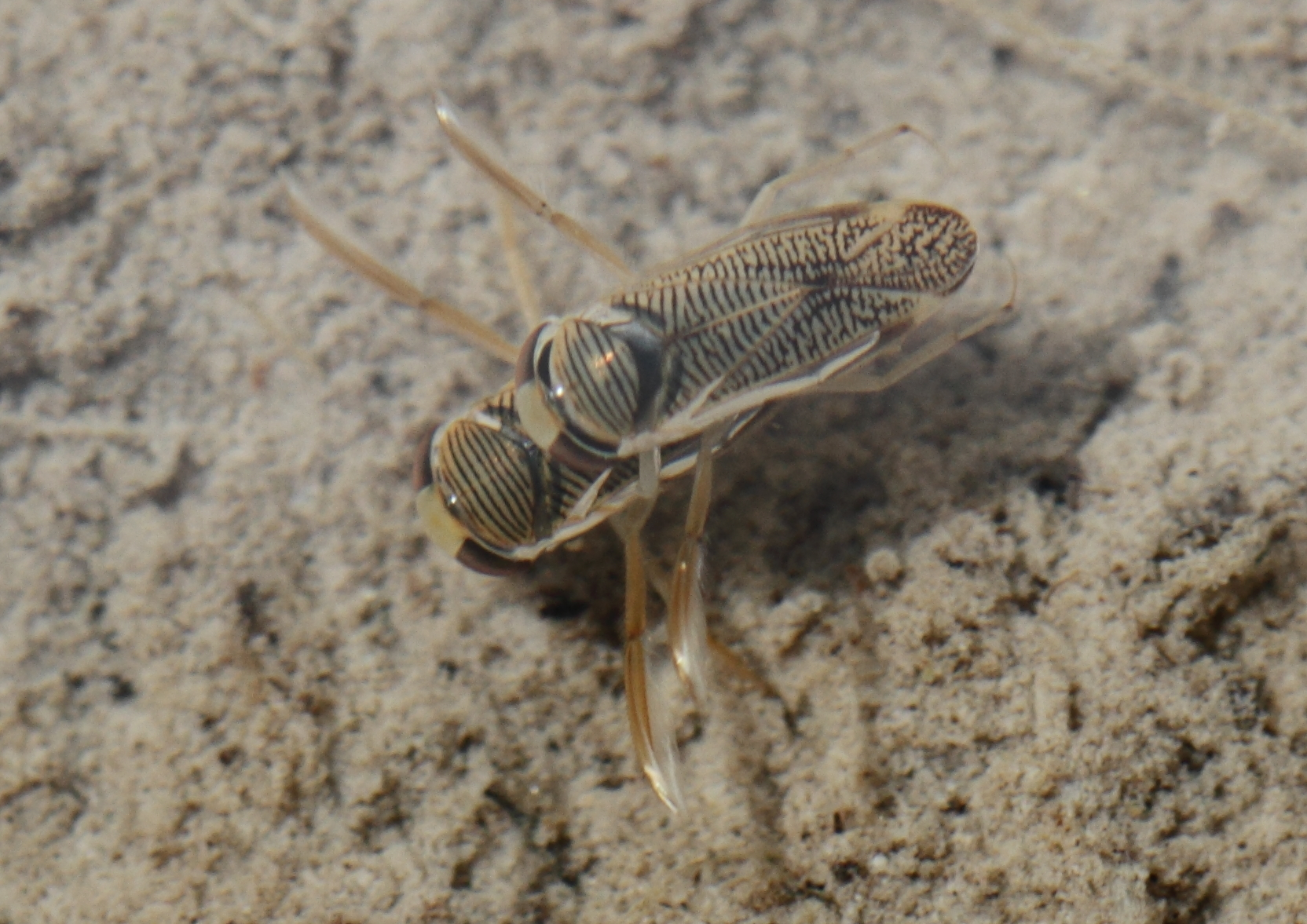